# Radešice
Radešice jsou malá vesnice, část obce Petrovice v okrese Příbram ve Středočeském kraji. Nachází se asi 4,5 kilometru východně od Petrovic. Vesnicí protéká Varovský potok. Radešice leží v katastrálním území Obděnice o výměře 6,72 km².

## Historie
První písemná zmínka o vesnici pochází z roku 1407.

## Obyvatelstvo
| Rok            | 1869 | 1880 | 1890 | 1900 | 1910 | 1921 | 1930 | 1950 | 1961 | 1970 | 1980 | 1991 | 2001 | 2011 | 2021 |
| -------------- | ---- | ---- | ---- | ---- | ---- | ---- | ---- | ---- | ---- | ---- | ---- | ---- | ---- | ---- | ---- |
| Počet obyvatel | 117  | 119  | 154  | 160  | 142  | 132  | 111  | 71   | 56   | 56   | 44   | 28   | 22   | 16   | 19   |
| Počet domů     | 10   | 12   | 19   | 20   | 21   | 22   | 23   | 21   | 21   | 15   | 13   | 14   | 15   | 15   | 15   |

## Obecní správa
Při sčítání lidu v letech 1850–1979 Radešice byly osadou obce Obděnice, se kterým patřily nejprve do okresu Sedlčany, ale v roce 1950 v okrese Milevsko a od roku 1960 v okrese Příbram. Od 1. ledna 1980 jsou částí obce Petrovice v okrese Příbram.

## Zajímavost
V Radešicích se natáčela filmová komedie režiséra Jiřího Menzela Na samotě u lesa podle scénáře Zdeňka Svěráka a Ladislava Smoljaka.